# Liste des édifices labellisés « Architecture contemporaine remarquable » de l'Ain
Cet article recense les édifices labellisés « Architecture contemporaine remarquable » de l'Ain, en France.

## Liste
| Monument                                 | Commune          | Adresse                                       | Coordonnées                      | Notice     | Date | Illustration                             |
| ---------------------------------------- | ---------------- | --------------------------------------------- | -------------------------------- | ---------- | ---- | ---------------------------------------- |
| Église Notre-Dame-de-la-Miséricorde      | Ars-sur-Formans  | 31 rue Docteur-Nodet                          | 45° 59′ 30″ nord, 4° 49′ 25″ est | ACR0000001 | 2003 | Église Notre-Dame-de-la-Miséricorde      |
| Église Saint-Pierre-Chanel               | Bourg-en-Bresse  | Avenue de l'Égalité Rue du Comte de Montrevel | 46° 12′ 51″ nord, 5° 14′ 02″ est | ACR0000003 | 2003 | Église Saint-Pierre-Chanel               |
| Barrage de Génissiat                     | Injoux-Génissiat | Route du Barrage Rue Marcel-Paul              | 46° 03′ 06″ nord, 5° 48′ 13″ est | ACR0000004 | 2003 | Barrage de Génissiat                     |
| Centre nautique                          | Lagnieu          | Rue Charles-de-Gaulle                         | 45° 53′ 57″ nord, 5° 21′ 11″ est | ACR0000005 | 2007 | Centre nautique                          |
| Viaduc de Longeray                       | Léaz             |                                               | 46° 05′ 51″ nord, 5° 53′ 00″ est | ACR0000006 | 2003 | Viaduc de Longeray                       |
| Église Notre-Dame-de-la-Plaine d'Oyonnax | Oyonnax          | Rue Normandie-Niemen                          | 46° 15′ 28″ nord, 5° 38′ 40″ est | ACR0000007 | 2003 | Église Notre-Dame-de-la-Plaine d'Oyonnax |
| Église Notre-Dame-de-la-Route-Blanche    | Ségny            | Route Blanche                                 | 46° 17′ 50″ nord, 6° 04′ 27″ est | ACR0000008 | 2007 | Église Notre-Dame-de-la-Route-Blanche    |
| Hôtel de ville                           | Valserhône       | 34 rue de la République                       | 46° 06′ 28″ nord, 5° 49′ 33″ est | ACR0000002 | 2003 | Hôtel de ville                           |